# Mordella flavicans
Mordella flavicans là một loài bọ cánh cứng trong họ Mordellidae. Loài này được McLeay miêu tả khoa học năm 1887.